# 国立障害者リハビリテーションセンター
国立障害者リハビリテーションセンター（こくりつしょうがいしゃリハビリテーションセンター、英語：National Rehabilitation Center for Persons with Disabilities）は、埼玉県所沢市並木にある日本の厚生労働省の施設等機関。略称は「国リハ」。

## 概要
厚生労働省組織令第149条に基づいて設置され、身体障害、視覚障害、言語聴覚障害、高次脳機能障害、発達障害などの障害者のリハビリテーションに関する相談、医学的・心理学的・社会学的・職能的判定を行い、治療・訓練・指導を行う。さらに調査・研究、技術者の養成・訓練を行う。
福祉関連の総合的施設である。障害の予防とリハビリテーションに関するWHOの研究協力センターに指定されている。

## 沿革
- 1949年（昭和24年） - 身体障害者福祉法の制定により、東京都新宿区戸山町に国立身体障害者更生指導所として設立。
- 1964年（昭和39年）4月1日 - 国立身体障害者更生指導所が国立身体障害センターへ改称。
- 1973年（昭和48年）2月12日 - 所沢市の米軍施設跡地に国立リハビリテーションセンターの開設が決定。厚生省に準備室が発足[1]。
- 1979年（昭和54年）7月1日 - 国立身体障害センター、国立東京視力障害センター、国立聴力言語障害センターを統合して移転し、国立身体障害者リハビリテーションセンターが発足。
- 2008年（平成20年）10月1日 - 国立身体障害者リハビリテーションから国立障害者リハビリテーションセンターへ改称。

## 組織
国立障害者リハビリテーションセンター自立支援局、国立障害者リハビリテーションセンター病院、国立障害者リハビリテーションセンター研究所、国立障害者リハビリテーションセンター学院、および管理部より構成され、総長がこれらを統括する。

### 国立障害者リハビリテーションセンター自立支援局
- 就労移行支援
- 自立訓練（機能訓練・生活訓練）
- 就労移行支援（養成施設）
  - 専門課程（医療分野専門士の称号を付与）
  - 高等課程（「高等学校卒業と同等以上の学力があると認められる者」と指定）
- 施設入所支援
- 国立光明寮
- 国立保養所
- 国立知的障害児施設

### 国立障害者リハビリテーションセンター病院
- 診療部門
  - 内科・神経内科・整形外科・リハビリテーション科・耳鼻咽喉科・眼科・泌尿器科・精神科・歯科
- 看護部門
- リハ部門
  - 理学療法・作業療法・リハビリテーション体育・言語聴覚・ロービジョンクリニック
- 心理・医療福祉相談

### 国立障害者リハビリテーションセンター研究所
- 運動機能系障害研究部
- 感覚機能系障害研究部
- 福祉機器開発部
- 障害工学研究部
- 障害福祉研究部
- 補装具製作部
- 発達障害情報センター

### 国立障害者リハビリテーションセンター学院
- 言語聴覚学科
- 義肢装具学科（専門士の称号を付与）
- 視覚障害学科
- 手話通訳学科
- リハビリテーション体育学科

## リハ並木祭
隣接する国立職業リハビリテーションセンターとともに合同で開催される文化祭。両センターで実施している訓練、クラブ活動の発表、模擬店などが行われる。
文化祭の名称は、所在地の並木に由来する。
単に「並木祭」というと、近隣にある防衛医科大学校の文化祭のことであり、注意が必要である。

## アクセス
公式サイト「交通案内」を参照。